# پرینستون (آلاباما)
پرینستون (به انگلیسی: Princeton) یک منطقهٔ مسکونی در ایالات متحده آمریکا است که در شهرستان جکسون، آلاباما واقع شده‌است. پرینستون ۱۹۶٫۹ متر بالاتر از سطح دریا واقع شده‌است.